# Тулиарский университет
Тулиарский университет — государственное высшее учебное заведение в городе Тулиара, расположенный в южной части острова Мадагаскар. Занимает второе место в национальном рейтинге учебных заведений Мадагаскара.
Цель Толиарского университета — академическая и профессиональная подготовка специалистов в области права, науки и образования, литературы; теоретические и прикладные исследования.

## История
Один из старейших вузов Мадагаскара. Основан как Университет Мадагаскара в 1961 году, выделен в качестве регионального университета в 1977 году. Региональный университетский центр (CUR). Статус университета получил в 1988 году и с тех пор стал полноценным университетом.
Центральный корпус располагается в Тулиара. Кампус расположен в 5 км к востоку от города в Маниндай.

## Структура
В составе университета :
- Факультет естественных наук,
- Факультет гуманитарных наук,
- Факультет права,
- Факультет экономики, менеджмента и социологии,
- Факультет медицины,

Школы
- Медицинская школа
- Национальная высшая школа
- Национальная школа компьютерных наук

Институты и академические центры
- Высший технологический институт (IST)
- Институт рыболовства и морских наук (IHSM)

Университет Толиары развивает международные связи с различными университетами, как франкоязычными, так и англосаксонскими, а также всемирно известными исследовательскими центрами.

## Известные преподаватели и выпускники
- Мангалаза, Эжен Режи — премьер-министр Мадагаскара (2009).
- Бахиат Массунди — коморский политический и государственный деятель.
- Солонандрасана, Оливье — премьер-министр Мадагаскара (2016—2018).